# Langur capblanc
El langur capblanc (Trachypithecus leucocephalus) és una espècie de primat de la família dels cercopitècids. És endèmic de la província xinesa de Guangxi, on viu a altituds d'entre 100 i 1.200 msnm. El seu hàbitat natural són les zones rocoses, incloent-hi els penya-segats i les muntanyes. Està amenaçat per la caça i la desforestació. Anteriorment era considerat una subespècie del langur de cap daurat (T. poliocephalus). El seu nom específic, leucocephalus, significa 'capblanc' en llatí.